# Distrito de Heves
Heves (en húngaro: Hevesi járás) es un distrito en la parte sureste del condado de Heves. Heves es también el nombre de la ciudad que es capital del distrito. El distrito se encuentra en la Región Estadística del Norte de Hungría.

## Geografía
El distrito de Heves limita con el distrito de Füzesabony al noreste, el distrito de Kunhegyes (condado de Jász-Nagykun-Szolnok) al sureste, el distrito de Jászapáti (condado de Jász-Nagykun-Szolnok) al suroeste y el distrito de Gyöngyös al noroeste. El número de municipios del distrito de Heves es 17.

## Municipios
El distrito tiene 2 ciudades y 15 aldeas. (población a 1 de enero de 2012)
- Átány (1,351)
- Boconád (1,248)
- Erdőtelek (3,174)
- Erk (881)
- Heves (10,464) – capital
- Hevesvezekény (611)
- Kisköre (2,653)
- Kömlő (1,743)
- Pély (1,291)
- Tarnabod (662)
- Tarnaméra (1,603)
- Tarnaörs (1,804)
- Tarnaszentmiklós (820)
- Tarnazsadány (1,192)
- Tenk (1,166)
- Tiszanána (2,309)
- Zaránk (410)

Los municipios en negrita son ciudades.

## Galería

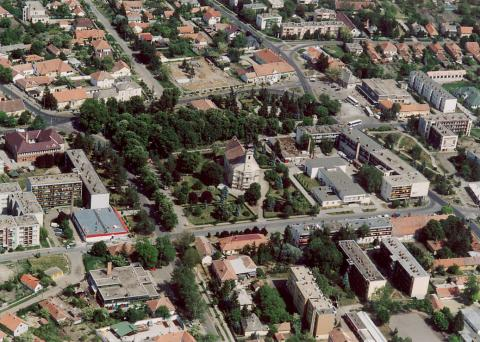
Heves, la capital del distrito
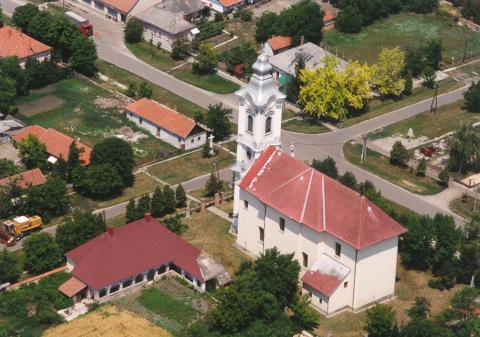
Vista aérea de Kömlő
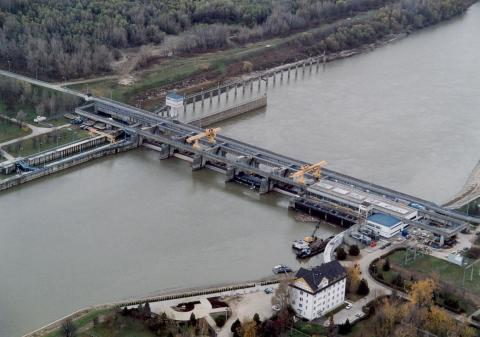
Presa del Tisza en Kisköre
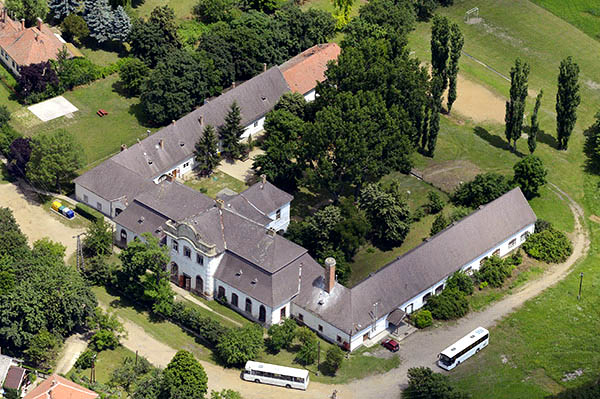
Mansión Szeleczky en Boconád